# Coppa Svizzera 1963-1964
La Coppa Svizzera 1963-1964 è stata la 39ª edizione della manifestazione calcistica. È iniziata l'8 settembre 1963 e si è conclusa il 30 marzo 1964. Questa edizione della coppa vide la vittoria finale del Losanna.

## Regolamento
Partecipano 428 squadre. Una prima fase preliminare vede impegnate squadre di Seconda e Terza Lega, di queste ne rimarranno 72 che parteciperanno al Primo Turno Eliminatorio che segnerá l'inizio della seconda fase dove entreranno in lizza le 36 squadre di Prima Lega (Secondo Turno Eliminatorio) e le 28 squadre di Lega Nazionale A e B (Trentaduesimi di Finale).
Turni ad eliminazione diretta in gara unica. Le partite terminanti in paritá dopo i tempi supplementari, potranno rigiocarsi una sola altra volta, se persiste il pareggio, si ricorre ad un sorteggio per stabilire la squadra qualificata al prossimo turno.

## Squadre partecipanti
| Basilea            |
| Bienne             |
| Cantonal Neuchâtel |
| Chiasso            |
| Grasshoppers       |
| Grenchen           |
| La Chaux-de-Fonds  |
| Losanna            |
| Lucerna            |
| Sciaffusa          |
| Servette           |
| Sion               |
| Young Boys         |
| Zurigo             |

| Aarau          |
| Bellinzona     |
| Berna          |
| Brühl          |
| Étoile Carouge |
| Lugano         |
| Moutier        |
| Porrentruy     |
| Soletta        |
| Thun           |
| Urania Ginevra |
| Vevey          |
| Winterthur     |
| Young Fellows  |

| Baden             |
| Blue Stars Zurigo |
| Bodio             |
| Dietikon          |
| Küsnacht          |
| Locarno           |
| Oerlikon/Polizei  |
| Rapid Lugano      |
| Red Star Zurigo   |
| San Gallo         |
| Vaduz             |
| Wettingen         |
| Widnau            |

| Alle              |
| Burgdorf          |
| Concordia Basilea |
| Delémont          |
| Emmenbrücke       |
| Gerlafingen       |
| Kickers Lucerna   |
| Langenthal        |
| Minerva Berna     |
| Nordstern         |
| Old Boys Basilea  |
| Olten             |
| Wohlen            |

| Assens          |
| Forward Morges  |
| Friburgo        |
| Hauterive       |
| Le Locle-Sports |
| Malley          |
| Martigny        |
| Raron           |
| Renens          |
| Stade Lausanne  |
| Versoix         |
| Xamax Neuchâtel |
| Yverdon         |

### 1º Turno Eliminatorio
| Squadra 1                      | Risultato     | Squadra 2            |
| ------------------------------ | ------------- | -------------------- |
| 8 settembre 1963               |               |                      |
| Regione di Zurigo              |               |                      |
| Dübendorf                      | 3 - 2(d.t.s.) | Höngg                |
| Kilchberg                      | 4 - 2         | Windisch             |
| Lachen/Altendorf               | 9 - 3         | Horgen               |
| Näfels                         | 0 - 2         | Wil                  |
| Neuhausen                      | 9 - 0         | Töss                 |
| Ballspielclub Zurigo           | 3 - 3(d.t.s.) | Oerlikon             |
| Oberwinterthur                 | 1 - 1(d.t.s.) | Uster                |
| 15 settembre 1963(Ripetizioni) |               |                      |
| Oerlikon                       | 1 - 2         | Ballspielclub Zurigo |
| Uster                          | 1 - 2         | Oberwinterthur       |
| Regione Romancia               |               |                      |
| Campagnes                      | 3 - 5         | Onex                 |
| Chailly                        | 3 - 1         | Stade Nyonnais       |
| Étoile-Sporting                | 4 - 2         | Ticino Le Locle      |
| Lutry                          | 3 - 0         | Pully                |
| PTT Lausanne                   | 1 - 3         | Vallorbe             |
| Reconvilier                    | 1 - 0         | Fontainemelon        |
| Stade Payerne                  | 3 - 5         | Murten               |
| Visp                           | 6 - 3         | Sierre               |
| Bulle                          | 2 - 2(d.t.s.) | Fétigny              |
| Courtemaiche                   | 2 - 2(d.t.s.) | Laufen               |
| 15 settembre 1963(Ripetizioni) |               |                      |
| Fétigny                        | 4 - 1         | Bulle                |
| Laufen                         | 4 - 1         | Courtemaiche         |
| Regione di Berna               |               |                      |
| Bözingen 34                    | 2 - 1         | Lengnau              |
| Flamatt                        | 1 - 5         | Sparta               |
| SC Zugo                        | 0 - 2         | Zugo                 |
| 14 settembre 1963              |               |                      |
| Dürrenast                      | 2 - 1(d.t.s.) | Victoria Berna       |
| Regione Nord-Ovest             |               |                      |
| Pratteln                       | 0 - 1         | Breite Basilea       |
| Riehen                         | 3 - 1         | Münchenstein         |
| Regione di Lucerna             |               |                      |
| Sursee                         | 3 - 0         | Kriens               |
| Regione Argovia                |               |                      |
| Kölliken                       | 1 - 0         | Dottikon             |
| Zofingen                       | 1 - 4         | Schöftland           |
| Regione di Soletta             |               |                      |
| Kappel                         | 3 - 5         | Oensingen            |
| Selzach                        | 2 - 1         | Derendingen          |
| Regione Ticino                 |               |                      |
| Armonia Lugano                 | 3 - 1         | Taverne              |
| Pro Daro                       | 2 - 0         | Biaschesi            |
| Regione Orientale              |               |                      |
| Kreuzlingen                    | 0 - 1         | Amriswil             |
| Montlingen                     | 1 - 5         | Rorschach            |
| Sargans                        | 3 - 1         | Triesen              |

### 2º Turno Eliminatorio
| Squadra 1                      | Risultato     | Squadra 2            |
| ------------------------------ | ------------- | -------------------- |
| 22 settembre 1963              |               |                      |
| Alle                           | 6 - 3(d.t.s.) | Sparta               |
| Assens                         | 3 - 4         | Onex                 |
| Baden                          | 4 - 3         | Ballspielclub Zurigo |
| Blue Stars Zurigo              | 9 - 1         | Sargans              |
| Bözingen 34                    | 3 - 2(d.t.s.) | Delémont             |
| Burgdorf                       | 2 - 0         | Oensingen            |
| Chailly                        | 1 - 9         | Stade Lausanne       |
| Dietikon                       | 3 - 2         | Neuhausen            |
| Emmenbrücke                    | 1 - 0         | Bodio                |
| Fétigny                        | 5 - 3(d.t.s.) | Renens               |
| Hauterive                      | 2 - 1         | Étoile-Sporting      |
| Kickers Lucerna                | 2 - 1         | Armonia Lugano       |
| Kilchberg                      | 0 - 5         | Wettingen            |
| Lachen/Altendorf               | 3 - 2         | Red Star Zurigo      |
| Laufen                         | 0 - 3         | Old Boys Basilea     |
| Lutry                          | 1 - 3         | Raron                |
| Minerva Berna                  | 7 - 0         | Dürrenast            |
| Murten                         | 1 - 6         | Le Locle-Sports      |
| Oberwinterthur                 | 2 - 5         | Küsnacht             |
| Oerlikon/Polizei               | 6 - 1         | Dübendorf            |
| Olten                          | 2 - 1         | Kölliken             |
| Pro Daro                       | 0 - 2         | Locarno              |
| Reconvilier                    | 1 - 2         | Friburgo             |
| Riehen                         | 0 - 2         | Nordstern            |
| Rorschach                      | 1 - 2         | San Gallo            |
| Schöftland                     | 2 - 1         | Wohlen               |
| Selzach                        | 1 - 3         | Gerlafingen          |
| Sursee                         | 0 - 6         | Langenthal           |
| Visp                           | 3 - 0         | Forward Morges       |
| Widnau                         | 0 - 5         | Amriswil             |
| Wil                            | 5 - 4(d.t.s.) | Vaduz                |
| Zugo                           | 2 - 3         | Rapid Lugano         |
| Concordia Basilea              | 3 - 3(d.t.s.) | Breite Basilea       |
| Malley                         | 2 - 2(d.t.s.) | Vallorbe             |
| Martigny                       | 1 - 1(d.t.s.) | Versoix              |
| Xamax Neuchâtel                | 0 - 0(d.t.s.) | Yverdon              |
| 29 settembre 1963(Ripetizioni) |               |                      |
| Breite Basilea                 | 0 - 2         | Concordia Basilea    |
| Vallorbe                       | 3 - 3(d.t.s.) | Malley               |
| Versoix                        | 3 - 0         | Martigny             |
| Yverdon                        | 3 - 1         | Xamax Neuchâtel      |

### Trentaduesimi di Finale
| Squadra 1                    | Risultato      | Squadra 2         |
| ---------------------------- | -------------- | ----------------- |
| 6 ottobre 1963               |                |                   |
| Alle                         | 0 - 2          | La Chaux-de-Fonds |
| Baden                        | 6 - 1          | Dietikon          |
| Bellinzona                   | 4 - 0          | Rapid Lugano      |
| Berna                        | 3 - 1          | Bözingen 34       |
| Blue Stars Zurigo            | 1 - 10         | Zurigo            |
| Burgdorf                     | 2 - 1          | Soletta           |
| Cantonal Neuchâtel           | 3 - 2          | Yverdon           |
| Emmenbrücke                  | 3 - 5          | Chiasso           |
| Étoile Carouge               | 5 - 1(d.t.s.)  | Onex              |
| Friburgo                     | 1 - 4          | Servette          |
| Gerlafingen                  | 0 - 2          | Bienne            |
| Kickers Lucerna              | 0 - 6          | Lucerna           |
| Lachen/Altendorf             | 0 - 7          | Grasshoppers      |
| Le Locle-Sports              | 3 - 1          | Hauterive         |
| Locarno                      | 0 - 1          | Lugano            |
| Losanna                      | 10 - 3         | Visp              |
| Minerva Berna                | 1 - 7          | Young Boys        |
| Oerlikon/Polizei             | 1 - 4          | Moutier           |
| Old Boys Basilea             | 0 - 3          | Concordia Basilea |
| Olten                        | 1 - 4(d.t.s.)  | Grenchen          |
| Nordstern                    | 2 - 4          | Porrentruy        |
| Schöftland                   | 0 - 7          | Basilea           |
| Sion                         | 2 - 0          | Raron             |
| Thun                         | 6 - 3          | Langenthal        |
| Urania Ginevra               | 3 - 0          | Fétigny           |
| Vallorbe                     | 1 - 10         | Versoix           |
| Vevey                        | 2 - 1          | Stade Lausanne    |
| Wil                          | 2 - 5          | Brühl             |
| Winterthur                   | 3 - 0          | Küsnacht          |
| Young Fellows                | 6 - 3          | San Gallo         |
| Amriswil                     | 1 - 1(d.t.s.)  | Sciaffusa         |
| Wettingen                    | 1 - 1(d.t.s.)  | Aarau             |
| 13 ottobre 1963(Ripetizioni) |                |                   |
| Aarau                        | 3 - 1          | Wettingen         |
| Sciaffusa                    | 3 - 0(forfait) | Amriswil          |

### Sedicesimi di Finale
| Squadra 1         | Risultato     | Squadra 2          |
| ----------------- | ------------- | ------------------ |
| 20 ottobre 1963   |               |                    |
| Aarau             | 2 - 3         | Grasshoppers       |
| Baden             | 1 - 4         | Bellinzona         |
| Bienne            | 6 - 2         | Lucerna            |
| Brühl             | 3 - 1         | Young Fellows      |
| Burgdorf          | 3 - 1         | Berna              |
| Chiasso           | 2 - 1         | Thun               |
| Concordia Basilea | 0 - 4         | Basilea            |
| Grenchen          | 5 - 1         | Moutier            |
| La Chaux-de-Fonds | 4 - 0         | Cantonal Neuchâtel |
| Porrentruy        | 3 - 1         | Sciaffusa          |
| Servette          | 7 - 2         | Le Locle-Sports    |
| Sion              | 7 - 3(d.t.s.) | Vevey              |
| Urania Ginevra    | 0 - 1         | Losanna            |
| Versoix           | 3 - 1         | Étoile Carouge     |
| Young Boys        | 5 - 1         | Lugano             |
| Zurigo            | 4 - 0         | Winterthur         |

### Ottavi di Finale
| Squadra 1         | Risultato     | Squadra 2    |
| ----------------- | ------------- | ------------ |
| 24 novembre 1963  |               |              |
| Bellinzona        | 1 - 2(d.t.s.) | Young Boys   |
| Brühl             | 2 - 3         | Zurigo       |
| Burgdorf          | 1 - 2         | Grasshoppers |
| Chiasso           | 1 - 7(d.t.s.) | Losanna      |
| Grenchen          | 0 - 2         | Servette     |
| La Chaux-de-Fonds | 3 - 2         | Bienne       |
| Porrentruy        | 1 - 0         | Basilea      |
| Versoix           | 1 - 4         | Sion         |

### Quarti di Finale
| Squadra 1         | Risultato | Squadra 2  |
| ----------------- | --------- | ---------- |
| 22 dicembre 1963  |           |            |
| Grasshoppers      | 3 - 1     | Servette   |
| La Chaux-de-Fonds | 5 - 1     | Young Boys |
| Porrentruy        | 1 - 0     | Sion       |
| Zurigo            | 1 - 2     | Losanna    |

### Semifinali
| Squadra 1         | Risultato | Squadra 2    |
| ----------------- | --------- | ------------ |
| 1 marzo 1964      |           |              |
| La Chaux-de-Fonds | 3 - 0     | Grasshoppers |
| Losanna           | 6 - 0     | Porrentruy   |

### Finale
| Arbitro: | Joseph Heymann (Basilea) |

|                                                                                           |            |                                                                                                |
| Eschmann 25’ Gottardi 89’                                                                 | Marcatori  |                                                                                                |
| Kuenzi Grobéty Schneiter Hunziker Tacchella Dürr Gottardi Eschmann Armbruster Hosp Hertig | Formazioni | Eichmann Egli Leuenberger Deforel Quattropani Morand Brossard Bertschi Skiba Antenen Trivellin |
| Luciano                                                                                   | Allenatori | Skiba                                                                                          |